# Siphonops
Siphonops és un gènere d'amfibis gimnofions de la família Caeciliidae que conté les següents espècies.

## Taxonomia
- Siphonops annulatus (Mikan, 1820)
- Siphonops hardyi Boulenger, 1888
- Siphonops insulanus Ihering, 1911
- Siphonops leucoderus Taylor, 1968
- Siphonops paulensis Boettger, 1892